# 1887年万圣节热带风暴
1887年万圣节热带风暴，即1887年大西洋飓风季第16号热带风暴，是一场发生于1887年万圣节期间的热带气旋，其影响波及美国东海岸多个地区。这场风暴于10月29日在墨西哥湾形成，随后向东北移动并横穿佛罗里达半岛，袭击了北卡罗来纳州和弗吉尼亚州海岸线附近区域后开始远离陆地。这场风暴于11月1日演变为温带气旋并加强为相当于现时萨菲尔-辛普森飓风等级中定义的一级飓风，最终在横跨大西洋后于11月6日登陆法国西北部并很快消散。
这场风暴对弗吉尼亚州造成的陆上损失最为严重，其中尤以诺福克市为甚。另外，风暴使大量船只遇险，双桅纵帆船麦南提柯号的船长和一名船员死亡，三艘其他船只搁浅于亨利角附近的海滩上。

## 气象历史
风暴最初起源于墨西哥湾自1887年10月下旬形成的不稳定天气。1887年10月29日，乱流发展成为1887年大西洋飓风季第16号热带风暴。风暴形成的位置位于基韦斯特西北200英里（320）的墨西哥湾海面上，初始运动方向为东北偏东。风暴于佛罗里达半岛登陆后，在八小时内穿过半岛并减弱强度，进入大西洋。风暴经过米德堡时的气压约为1007百帕，达到了定义热带风暴的最低强度。风暴进入大西洋后沿着与美国东海岸平行的方向继续向东北移动，并在两天内重新加强，于10月31日最接近北卡罗来纳时达到强度的顶峰，最大持续风速70英里每小時（110每小時），气压993百帕。此后，风暴开始远离陆地，并演变为温带气旋。
11月1日，温带气旋在横跨大西洋的过程中逐渐加强为相当于现时萨菲尔-辛普森飓风等级中定义的一级飓风。11月2日起，气旋在其摇摆不定的路径中有所减弱。11月4日，气旋转向东南偏东，扫过爱尔兰西南部的海岸和英国南部，并于11月6日在法国科唐坦半岛登陆，很快消散。同时，也存在一种观点认为气旋在登陆后继续在法国西北部逆时针方向盘旋，直至11月8日方才完全消散。这一温带气旋也是历年大西洋飓风季中为数不多的登陆欧洲的气旋之一。

## 影响
在这场风暴的形成阶段，墨西哥湾沿岸从格兰德河峡谷到佛罗里达均受其影响而有降雨。风暴登陆佛罗里达之后，米德堡测得少于1英寸（2.5）的降雨。随着风暴沿美国东海岸平行方向移动并加强，多个城镇受到影响。哈特拉斯测得54英里每小時（87每小時）的最大风速。风暴对小鹰镇的影响则更为强烈，10月30日晚至次日下午测得最大风速高达60英里每小時（97每小時）至70英里每小時（110每小時）；尽管如此，风暴在当地只造成了轻微的损失报告。在勒努瓦和罗利，暴雨带来了总计4.18英寸（10.6）的降雨。不寻常的是，风暴在这些地方还带来了少量冰雹和降雪。在博迪岛和雅芳以南的地区，电线杆被风暴折断，通讯受到影响。
陆地上最大的损失发生于弗吉尼亚。10月31日，亨利角被猛烈的北风、降雨和沙尘暴袭击，当地和诺福克的通讯中断。在诺福克，这场风暴在当时是自1879年大西洋飓风季第2号飓风以来持续时间最长、造成损失最大的一次，大量货物被损坏。风暴还使海滩变得极度危险，不得不有人全天看守。风暴的影响最北端达到了马萨诸塞州的普罗温斯敦，测得其风速达60英里每小時（97每小時）。
除了陆上的影响外，这场风暴还造成了大量海上事故，并以创纪录的海上事故数量著称。许多船只遭遇了强风天气和暴风雨，包括10月30日蒸汽船克拉丽贝尔号的报告和11月6日澳大利亚号等的报告。一艘双桅横帆船奥西奥号于11月1日遭遇暴风雨，船内进水，在水泵工作的条件下，船内积水水位仍很快达到4英尺（1.2），船员随后被卡马利娅号救起，送回港口。另一艘船怀诺卡号发现了一艘沉没的双桅纵帆船，救起了船上五名抓住沉船桅杆和绳索等待救援的船员。
此外，共有四艘船在弗吉尼亚海滩搁浅并报废。第一艘船玛丽·克兰默号的锚缆被扯断，搁浅于亨利角附近，紧接着第二艘船卡莉·福尔摩斯号也被发现搁浅。前者的船员被救出，后者由于搁浅的位置已经很接近海岸，船员自行跳出并涉水回到安全的地方。第三艘船麦南提柯号则是这场风暴所造成的死亡数字的来源。这艘双桅纵帆船上的厨师在风暴中被船上所载的木材压死。这艘船的船长在发现了另一艘双桅纵帆船后混淆了亨利角和查尔斯角，并导致船撞上一片沙洲。当时船长本来正站在右舷的高处，刚开始向下爬准备收回缆绳，船突然由于撞击而停止前进，导致船长跌入水中溺亡。二人损毁严重的尸体均在风暴过后被找到，其中船长的尸体被送往米德尔敦埋葬，厨师的尸体则葬于海滩之上。最后一艘船哈里特·托马斯号即麦南提柯号船长发现的另一艘双桅纵帆船。其在搁浅后，船员通过岸上的渔夫提供的绳索爬到岸上，而船长由于体重过重，不得不通过其他方法才得获救。这艘船报废的损失为$7,000（1887年美元）。尽管共四艘船搁浅，只有玛丽·克兰默号的遭遇被报道，其他三艘船及死亡两人的消息均由于通讯中断而没有出现在最初的报道中。

## 备注
1. ↑  萨菲尔-辛普森飓风等级（SSHS）的标准最初于1971年被提出，1887年风暴发生时并没有一级飓风的定义。
2. ↑  英語：，没有正式译名，暂译为克拉丽贝尔号。
3. ↑  英語：，没有正式译名，暂译为奥西奥号。
4. ↑  英語：，没有正式译名，暂译为卡马利娅号。
5. ↑  英語：，没有正式译名，暂译为玛丽·克兰默号。
6. ↑  英語：，没有正式译名，暂译为卡莉·福尔摩斯号。
7. ↑  英語：，没有正式译名，暂译为麦南提柯号。
8. ↑  英語：，没有正式译名，暂译为哈里特·托马斯号。
9. ↑  根据MeasuringWorth （页面存档备份，存于）的估算，这一金额的购买力约在$166,000（2010年美元）左右。